# Mercedes Madrid Navarro
Mercedes Madrid Navarro (Yeste, Albacete, España, 11 de enero de 1946) es doctora en filología clásica y catedrática de griego de Instituto. Ha impulsado la renovación pedagógica y es autora de numerosos proyectos didácticos y libros de texto de griego y de cultura clásica. Ha publicado varios trabajos sobre la mujer en la antigüedad clásica.  El año 2009 recibió la Medalla al Mérito en el Trabajo, en la modalidad de oro.tuvo un hijo y una hija Y ahora tiene 2 nietas y las quiere muchísimo.

## Libros
- La dinámica de la oposición masculino-femenino en la mitología griega: materiales didácticos. Madrid: Ministerio de Educación y Ciencia, 1991.  ISBN 9788436919858. (Premio nacional "Emilia Pardo Bazán" 1990).
- La misoginia en Grecia. Madrid: Cátedra, 1999. ISBN 9788437616956.
- Praxis. Griego 3º BUP (en colaboración, Grupo Método). Valencia: Mestral, 1987. ISBN 84-7575-114-8
- Praxis. Griego COU (en colaboración, Grupo Método). Valencia: Mestral, 1987. ISBN 84-7575-210-1
- Pragma (en colaboración). Valencia: Nau Llibres, 1995. ISBN 84-7642-594-5
- Cultura Clásica I (en colaboración). Barcelona: Almadraba, 2001. ISBN 84-8308-193-8
- Cultura Clásica II (en colaboración). Barcelona: Almadraba, 2002. ISBN 84-8308-492-9
- Cultura Clásica para la ESO (en colaboración). Barcelona: Almadraba, 2007. ISBN  978-84-8345-260-8

## Artículos
- Mercedes Madrid Navarro, Amparo Blat Gimeno y Geno Morell Gregori: "Reflexiones en torno a una escuela conductiva", Aula de innovación educativa, n.º 21 (1993) págs. 7-9. ISSN 1131-995X.
- "Imágenes de lo femenino en la mitología griega", Mujeres n.º 4 (1993) pp. 11-17.
- "La mitología griega desde un enfoque de género", en Papeles sociales de mujeres y hombres. Madrid: Ministerio de Educación, Cultura y Deporte, 1995, pp 16-21. ISBN 9788436927672.
- "La imagen de las mujeres en la comedia aristofánica" en J.V. Bañuls- F. De Martino-C.Morenilla-J.Redondo (eds): El teatre clássic al marc de la Cultura i la seua pervivéncia dins la Cultura Occidental. Bari: Levanti editori, 1998, pp. 291-318. ISBN 9788879493444.
- "Las raíces griegas del imaginario femenino en la cultura occidental", en Luís Meseguer, María Luisa Villanueva (eds.): Intertextulitat i recepció.  Castellón: Universitat Jaume I, 1998, pp. 99-106. ISBN 9788480212381.
- García Martínez, Horacio; González Catalá, Juan Bautista; Madrid Navarro, Mercedes; Moreno Jiménez, Miguel ángel; Pablo Martínez, Pascual de; Ramos Bolaños, José Manuel. Iniciación al estudio de la lengua griega clásica mediante textos. Valencia: ICE de la Universidad de Valencia.